# Jordbävningen i Tehuacán 1999
Jordbävningen i Tehuacán 1999, eller Jordbävningen i centrala Mexiko 1999, inträffade den 15 juni 1999 klockan 15:42 lokal tid (20:42 UTC) nära Tehuacán, Puebla, Mexiko, nära delstaten Oaxaca.
Jordbävningen hade magnitud Mw 7,0. 15 personer rapporterades döda, och många historiska byggnader och monument skadades. Många hus kollapsade i delstaten Puebla, bland dem Pueblas stadshus. Delstaten Puebla förklarades som katastrofområde. Cocosplattan gränsar till Nordamerikanska plattan som den sjunker under. Jordbävningen var den tionde sedan 1864 med en magnitud större än 6,5 och på samma plats för epicentrum.

### Fotnoter
1. ↑  ”Arkiverade kopian”. Arkiverad från originalet den 12 juni 2011. https://web.archive.org/web/20110612002514/http://neic.usgs.gov/neis/eq_depot/1999/eq_990615/neic_0615_ts.html. Läst 18 februari 2011.
2. ↑  ”Arkiverade kopian”. Arkiverad från originalet den 25 november 2011. https://web.archive.org/web/20111125233514/http://earthquake.usgs.gov/earthquakes/eqarchives/significant/sig_1999.php. Läst 22 oktober 2011.
3. ↑  http://www.nytimes.com/1999/06/16/world/earthquake-kills-14-in-mexico-and-injures-dozens-in-puebla.html
4. ↑  http://www.igeograf.unam.mx/instituto/publicaciones/boletin/bol43/b43art2.pdf
5. ↑  http://articles.latimes.com/1999/jun/16/news/mn-46948
6. ↑  ”Arkiverade kopian”. Arkiverad från originalet den 22 juli 2011. https://web.archive.org/web/20110722232944/http://www.cenapred.unam.mx/es/DocumentosPublicos/PDF/Cap2Sismologia.pdf#. Läst 18 februari 2011.